# 아카마
아카마(Acamar)는 에리다누스자리에 있는, 지구에서 약 160광년 떨어져 있는 항성이다. 바이어 명명법에 의하면 에리다누스자리 세타로 읽는다.
아카마 이름은 아랍어로 '강의 끝'을 의미하는 آخر النهر (Ākhir an-nahr)에서 유래하였는데 천문서를 필사하는 과정에서 rn을 m으로 착각하여 생겨난 명칭이다. 같은 이름을 사용하는 별로 같은 별자리의 알파별 아케르나르가 있지만, 아케르나르는 북반구에서는 보이지 않기 때문에 실질적으로 아카마가 이름의 의미에 합치하는 항성이다. 근대에 이르러서야 탐험가들은 더 낮은 위도로 여행을 했으며 아카마 아래로도 고대인들이 불렀던 '강'이 지평선 아래로 계속 이어져 있으며 그 끝은 아케르나르에 이름을 알아냈다.
아카마는 사실 A형 항성 두 개로 이루어진 쌍성계이다. 이 중 밝은 쪽이 분광쌍성일 확률이 있다. 밝은 주성은 A4 분광형의 거성이며 작은 쪽은 좀 더 뜨거운 A1형 주계열성이다. 두 별은 밤하늘에서 8.3초각 떨어져 있으며, '밤하늘의 보석 중 하나'로 불리기도 한다.
아카마의 구성원들 모두 A형이지만 주성은 주계열 단계를 벗어나 적색 거성을 향해 진화가 시작된 단계이다. 질량이 좀 더 큰 쪽인 주성이 진화를 보다 빨리 하고 있지만, 결국 두 별 모두 진화의 종착지에서는 백색 왜성만을 남기게 될 것이다.
과거 클라우디오스 프톨레마이오스는 이 별의 밝기를 1등성으로 기록했는데 이는 실제보다 밝은 값이다. 그는 아카마가 지평선에 걸쳐 있기 때문에 지구의 두꺼운 대기에 의해 이 별이 실제보다 어둡게 보일 것으로 생각했다.

## 참고 문헌
- (영어) 아카마: 짐 케일러 교수.
- (영어) SIMBAD - NAME ACAMAR -- Star in double system